# Nemanja Vučićević
Nemanja Vučićević (en serbe : Немања Вучићевић) est un footballeur serbe né le 11 août 1979 à Belgrade en Yougoslavie (aujourd'hui en Serbie). Il est attaquant.

## Palmarès
Lokomotiv Moscou
- Champion de Russie en 2002.

 Hapoël Tel-Aviv
- Champion d'Israël en 2010.